# جیمز اینگو فرید
جیمز اینگو فرید (انگلیسی: James Ingo Freed; ۲۳ ژوئن ۱۹۳۰ – ۱۵ دسامبر ۲۰۰۵) معمار، و استاد دانشگاه اهل ایالات متحده آمریکا بود.